# Prince Lucien Campbell épület
A Prince Lucien Campbell épület (angolul: Prince Lucien Campbell Hall, PLC) az Oregoni Egyetem létesítménye az Amerikai Egyesült Államok Oregon államának Eugene városában. Névadója Prince Lucien Campbell, az egyetem negyedik rektora.

## Története
1962-ben az oktatási hivatal engedélyezte, hogy az épületet Prince Lucien Campbellről nevezzék el, emellett a kivitelezésre szerződést kötöttek a Purvis Constructionnel, a gépészeti munkákra a Urban Plumbing & Heatinggel, a villanyszerelésre pedig az L. H. Morris Electrickel.
1963-ra elkészült a középső épület öt szintje, valamint a nyugati szárny két emelete; ekkor az angol nyelvi, a szociológiai, a közösségi tanulmányi és részben más tanszékek is átköltöztek. Az épület névadó ünnepsége az 1964-es tanév elején volt. 1966 októberében elkezdődött a nyugati szárny hárommillió dolláros beruházás keretében való, nyolc szinttel való bővítése és a nagy előadóterem építése. A munkálatok 1968-ra készültek el.
1970. október 4-én 21:15 körül a földszinti mosdóban 20–24 rúd dinamit időzítve felrobbant. A csövek megrongálódtak, valamint négy mosdóban és tíz irodában keletkezett kár; a tetteseket soha nem találták meg. Az épületben tartózkodó három ember nem sérült meg. A helyreállítás 57 769 $-ba került.

## Tervezése
A modernista tömb főépülete öt, a nyugati szárny pedig tíz szintes, ezek egy előadóteremmel egészülnek ki. A 33 méteres létesítmény a Hayward Sportpálya tornya után az egyetem második legmagasabb építménye.
Az építkezés a tervek szerint 1962 és 1968 között, két fázisban zajlott volna. Az épületet úgy tervezték, hogy minél kisebb zöldterületet foglaljon el, külső homlokzatát pedig a campus régebbi épületeivel harmonizáló lapokkal burkolták. Az Oregon Companion a tömböt különösen ronda fél-felhőkarcolóként jellemezte.

## Fordítás
- Ez a szócikk részben vagy egészben  a   Prince Lucien Campbell Hall című angol Wikipédia-szócikk ezen változatának fordításán alapul.  Az eredeti cikk szerkesztőit annak laptörténete sorolja fel. Ez a jelzés csupán a megfogalmazás eredetét és a szerzői jogokat jelzi, nem szolgál a cikkben szereplő információk forrásmegjelöléseként.